# Themus kumaonensis
Themus kumaonensis es una especie de coleóptero de la familia Cantharidae. 

## Distribución geográfica
Habita en la India.